# Nomdieu
Nomdieu település Franciaországban, Lot-et-Garonne megyében. Lakosainak száma 252 fő (2022. január 1.). Nomdieu Saumont, Ligardes, Fieux, Francescas, Lamontjoie és Saint-Vincent-de-Lamontjoie községekkel határos.

## Népesség
A település népességének változása:
| Lakosok száma | 236  | 163  | 162  | 231  | 229  | 242  | 255  | 254  | 253  | 252  |
|               | 1968 | 1982 | 1990 | 2006 | 2013 | 2015 | 2017 | 2019 | 2020 | 2022 |